# Bärluch
Das Naturschutzgebiet Bärluch liegt auf dem Gebiet der Gemeinde Nuthe-Urstromtal im Landkreis Teltow-Fläming in Brandenburg.

## Lage
Das Gebiet, ein Luch mit der Kenn-Nummer 1584, wurde mit Verordnung vom 18. September 2000 unter Naturschutz gestellt. Das rund 160 ha große Naturschutzgebiet erstreckt sich östlich von Hennickendorf und westlich von Märtensmühle, beide Ortsteile der Gemeinde Nuthe-Urstromtal. Östlich fließt die Nuthe, westlich verläuft die Landesstraße L 73. Unweit südöstlich erstreckt sich das 42 Hektar große Naturschutzgebiet Rauhes Luch. Das Gebiet gehört naturräumlich zur Luckenwalder Heide. Es ist geprägt durch Senken, in denen sich nacheiszeitlich Niedermoore gebildet haben.

## Vegetation und Schutzziele
Die Flächen sind mit Bruchwäldern, Eichenmischwäldern und Feuchtwiesen bewachsen, zwischen denen sich in den Senken Moore und Moorseen befinden. Sie bieten einer Brutvogelfauna mit seltenen im Bestand bedrohten oder störungsempfindlichen Arten einen Lebensraum. Hinzu kommen im Bestand bedrohte Amphibien- und Reptilienarten sowie eine Tagfalterfauna, die an Feuchtgebiete und Saumstandorte gebunden ist. Diese sollen durch die Ausweisung als Naturschutzgebiet erhalten bleiben.